# UAE Team Colombia
El UAE Team Colombia fue un equipo ciclista colombiano de categoría nacional sub-23 con sede en la ciudad de Medellín. El equipo se inició en el 2020 como un proyecto de ciclismo amateur con ciclistas sub-23 bajo el apoyo de un grupo de inversión de los Emiratos Árabes Unidos de uno de los mayores accionistas del equipo UAE Team Emirates con el objetivo de apoyar el ciclismo joven de Colombia y participar en diferentes carreras a nivel nacional e internacional.

## Historia
El equipo inició en el año 2020 en Colombia bajo el patrocinio de un grupo de inversión de los Emiratos Árabes Unidos, con el fin de dar la oportunidad a ciclistas jóvenes y de élite para participar en competencias nacionales del calendario de ciclismo colombiano y en algunas carreras internacionales. El objetivo a futuro es lograr tener un equipo élite de categoría UCI ProTeam (segunda división del ciclismo internacional) que pueda competir en las principales carreras del circuito de Italia, España y Francia.
El equipo colombiano era una empresa independiente que no hacía parte como filial del equipo UCI WorldTeam emiratí el UAE Team Emirates, sino que compartían solamente el mismo fondo de inversión, y a futuro buscaban tener asesoría en la parte médica y de control antidopaje.

## Desaparición
A mitad de la temporada 2021 las directivas del equipo comunicó a la opinión pública que daba por terminada toda actividad deportiva dentro de Colombia tras el caso de dopaje al corredor sub-23 Esteban Toro Zuluaga, por lo tanto se tomó la decisión de suspender la vinculación laboral del deportista y poner punto final a toda la actividad deportiva del equipo y llegando a su disolución.

## Material ciclista
El equipo utilizó bicicletas Colnago, y componentes Campagnolo

## Palmarés
Para años anteriores véase: Palmarés del UAE Team Colombia.

## Plantillas
Para años anteriores, véase Plantillas del UAE Team Colombia

### Plantilla 2021
| Integrantes del equipo 2021 | Integrantes del equipo 2021 | Integrantes del equipo 2021   | Integrantes del equipo 2021 |
| Corredor                    | Fecha de nacimiento         | Equipo previo                 |                             |
| --------------------------- | --------------------------- | ----------------------------- | --------------------------- |
| Esteban Toro Zuluaga        | 27 de abril de 2001         |                               |                             |
| Juan Pablo Vallejo          | 25 de noviembre de 1999     |                               |                             |
| Camilo Castro               | 8 de agosto de 1999         | Caja Rural-Seguros RGA (2020) |                             |
| Heberth Gutiérrez           | 17 de septiembre de 1999    |                               |                             |
| Jhonatan Chaves             | 13 de enero de 2000         | EPM-Scott (2020)              |                             |
| Bryan Obando                | 18 de agosto de 2001        |                               |                             |
| Miguel Ángel Sarmiento      | 11 de mayo de 1999          |                               |                             |
| Steven Bayona               | 22 de febrero de 2002       |                               |                             |
|                             |                             |                               |                             |
| Fuente: ProCyclingStats     |                             |                               |                             |